# امسمرير
  امسمرير (بالإنجليزية: M'SEMRIR)‏ هي جماعة قروية تابعة لإقليم تنغير ضمن جهة درعة تافيلالت بالمغرب.  بلغ مجموع عدد سكان   امسمرير حسب إحصاءات 2014 حوالي 30000 نسمة  يعيشون في 1097 أسرة .تشتهر بالبطاطس والتفاح وتعد ثاني منتج للتفاح بالمغرب بعد ميدلت.

## إحصاء عام
| السنة | عدد السكان | عدد الأسر | عدد الأجانب |
| ----- | ---------- | --------- | ----------- |
| 1994  | 5993       | 861       | °°°°        |
| 2004  | 8107       | 1097      | 0           |

## دواوير الجماعة
- امسمرير (المركز)
- تاعدادات (أوسيكيس)